# Samsára (Červený trpaslík)
Samsára (v anglickém originále Samsara) je druhý díl jedenácté řady (a celkově šedesátý třetí) britského sci-fi sitcomu Červený trpaslík. Poprvé byla odvysílána 29. září 2016 na britském televizním kanálu Dave.

## Námět
Posádka Trpaslíka objeví havarovanou loď, která obsahuje jednotku Karmy. Ta dokáže v závislosti na chování posádky měnit její osudy, nikdo ovšem netuší, že její nastavení bylo obráceno…

## Děj
Zatímco Červený trpaslík prolétá okolo neznámého měsíce pokrytého vodou, Rimmer a Lister hrají Minopoly, pravděpodobně jednu z budoucích verzí Monopolů. Rimmer tvrdí, že v této hře od narození ještě neprohrál, ale teď je blízko nezdaru i proto, že Lister podvádí. Rimmer nesmí hodit na kostkách 1 a 2, jenže se mu to „povede“ hned sedmkrát za sebou. Lister tak jako vítěz může celý týden při čtení hýbat pusou, chrápat ve spánku, jíst v posteli a Rimmer si nesmí stěžovat. Mezitím Kryton zachytí záchranný modul z lodi SS Samsára a protože se trosečníci krátce po navázání kontaktu odmlčí, rozhodne se modul přitáhnout na Trpaslíka. Dva přeživší, plukovník Green a profesorka Barkerová, jsou posléze nalezeni mrtví, zbudou z nich pouze dvě hromádky prachu. Zdá se, že byli vypařeni, ale není jasné jak a proč. Kryton odhadne, že jejich plavidlo, SS Samsára, narazil do měsíce a je teď na dně měsíčního oceánu.
Při prohledávání Samsary se dozvídáme, že Green a Barkerová měli milenecký poměr, přestože oba dva byli zadaní. Jednotka Karmy, která byla na loď nainstalována, je pak za toto jejich špatné chování trestala. Barkerová, počítačová odbornice, se tedy do jednotky nabourala a obrátila její protokol, takže každé špatné chování bylo odměněno a dobré potrestáno. To ovšem posádka Trpaslíka neví a tak jsou Kocour a Lister uvězněni v jídelně. Rimmer a Kryton se je snaží osvobodit a přitom najdou jednotku Karmy. Kryton hologramu vysvětlí, jak jednotka funguje a Rimmer tak přijde na to, proč mu na kostkách neustále padala jednička a dvojka. Celý systém Karmy totiž stále funguje obráceně a tak se všichni k sobě musí chovat hnusně, aby se z lodi zachránili. Stejně tak se musela chovat i posádka Samsary, Green s Barkerovou totiž unikli v záchranném modulu. Za toto zbabělé chování je Karma odměnila tím, že ve stázi přežili, ale když se po milionech let pokusili varovat Červeného trpaslíka, Karma je usmažila zaživa.